# خاوه (ورامین)
خاوه، روستایی از توابع بخش جوادآباد شهرستان ورامین در استان تهران ایران است.

## جمعیت
این روستا در دهستان بهنام عرب جنوبی قرار دارد و براساس سرشماری مرکز آمار ایران در سال ۱۳۹۵، جمعیت آن ۱٬۰۱۲ نفر ۲۷۰(خانوار) بوده‌است.

نام قدیم این روستا خوابه یا خاور بوده که محل زندگی کمال ابوالقاسم خوابی بوده که وی از بزرگان شیعه در قرن ششم بوده‌است.
خاوه از معدود روستاهایی است که دهه ۵۰ شمسی دارای بیمارستان و دبیرستان بوده‌است.

## وجه تسمیه
وجه تسمیه این روستا به علت آب و هوای مناسب آن می‌باشد بدین مقصود که معنای لغوی خاوه را «بهشت کوچک» گویند. سعید وزیری نویسنده سرشناس ورامینی این روستا را در زمان آل بویه دارای ۱۰۰۰۰مرد جنگی طبق مستندات تاریخی می‌داند که نشان می‌دهد که خاوه در زبان آل بویه شهر بوده‌ است.

## آثار تاریخی
امامزاده علی، بی بی زبیده، نقاره خانه، دو حمام قدیمی، آب‌انبار، قلعه و تپه باستانی، آسیاب آبی، حسینیه احمدی‌ها، خانه احمدی‌ها، خیابان درختی و مدرسه تاریخی روستای خاوه از جمله آثار منحصر به فردی است که می‌تواند مورد توجه گردشگران نوروزی قرار گیرد.
بقعه سیدسلطان محمود خاوه‌ای یکی از آثار تاریخی مهم این روستاست که همه ساله پذیرای تعداد زیادی از مسافران نوروزی است.
سبک معماری این بقعه شباهت بسیاری از بقاع روستاهای مجاور خود را دارد و با گنبدی کم خیز با شیب ملایم با رنگ سبز و با مهارتی خاص ساخته شده‌است.
این اثر مهم تاریخی در تاریخ یکم مهر سال ۸۲ به شماره ۱۰۳۲۴ به ثبت آثار ملی رسیده‌است.
قلعه باستانی خاوه نیز یکی از قلعه‌های دیدنی ورامین است که با ارتفاع ۱۲ متر و وسعتی در حدود نیم هکتار متعلق به دوره صفویه یا زندیه است.
حمام قدیمی خاوه یکی دیگر از آثار تاریخی این روستاست که با وجود قدمت بسیار و قرار گرفتن در فاصله ۲ و نیم متری از سطح زمین از زیبایی و صلابت منحصر به فردی برخوردار می‌باشد.
مدخل آن رو به شمال واقعه شده و متشکل از رختکن، آب‌انبار، حوضچه، پاشور، خلوت‌خانه، خزانه، تیون و گرمخانه می‌باشد.
این حمام که متعلق به اوایل دوره قاجاریه است از آجر و ساروج ساخته شده‌است.
بقعه امامزاده علی که نسب وی به موسی ابن جعفر می‌رسد در جنوب روستای خاوه واقع شده‌است.
ایوان این بقعه به ابعاد ۵ در ۳ و نیم متر رو به شمال واقع شده و گنبد آن دو پله‌ای و ارتفاع آن از سطح زمین ۷ متر است و با خشت خام و بدون هیچ گونه تزئینی احداث شده‌است.
اتاق حرم به ابعاد ۴ و نیم در ۴ و نیم توسط دیواره‌هایی با قطر یک متر احداث شده و در مجاورت آن دو اتاق قرار دارد که به عنوان محل اسکان مسافران از آن استفاده می‌شده‌است.
این اثر تاریخی در تاریخ ۱۲ اسفند ۸۱ به شماره ۷۶۷۱ به ثبت آثار ملی رسیده‌است.
آب‌انبار روستای خاوه بدون کتیبه و با استفاده از ۲۰ پله به زیر زمین منتقل می‌شود و آب شرب روستائیان را تأمین می‌نمود.
این آب‌انبار که متعلق به دوره قاجاریه است تا چند سال پیش نیز مورد استفاده روستائیان قرار می‌گرفت.
مصالح به کار برده شده در ساخت این آب‌انبار آجر، ساروج و ملات است.
در کتاب نزهه القلوب نوشته حمدالله مستوفی قزوینی نام خاوه و ورامین به عنوان ابادترین روستاهای ری ذکر گردیده‌است.

## شغل
شغل اغلب ساکنین روستای خاوه کشاورزی و دامپروری است و بیش از یک هزار و ۳۰۰ هکتار اراضی قابل کشت این منطقه که از جمله حاصلخیزترین خاک‌های دشت ورامین است این منطقه را به نگین کشاورزی شهرستان ورامین تبدیل نموده‌است.
زنان این روستا نیز از هنر مهم و تأثیرگذار قالی بافی و فرش بافی برخوردارند و طرح‌هایی نظیر مینا خانی، پاشتری، قمی و کاشانی این روستا از آوازه‌ای جهانی برخوردار است.